# سعاد منسي
سعاد منسي، أول امرأة مصرية تنشأ وكالة أنباء في الخمسينيات "وكالة الصحافة العربية"، وكان لها دور وطني منذ الملكية، حيث أضربت عن الطعام في عام 1951، وذلك لمطالبة حكومة الوفد بإلغاء معاهدة 1936. لها أدوارها الواضحة والمشهودة في الدفاع عن المواقف القومية والوطنية والحريات العامة والصحفية. عملت فترة في دار التحرير، غير إنها لم تستمر طويلا حيث استقالت في سن مبكرة، ونفذت أول وكالة خاصة لها.
كانت تربطها علاقات بقيادات الثورة خاصه الرئيس جمال عبد الناصر، ولأنها لم تكن تسكت على أي فساد فقد صادفها خيوط إحدى قضايا الفساد عام 1969 واصرت على مقابله الرئيس عبد الناصر ورغم انشغالاته وحرب الاستنزاف إلا لأنه يعرف جديتها التقى بها واستمع لها وطلب من كمال رفعت لقاءها والاهتمام بما تقوله. في عصر أنور السادات اختلفت مع سياساته خاصه بعد ارتباطه باسرائيل، فقد كان للراحلة مشروع وطني يتخذ فيه من العدو الصهيونى عدوا وهدفا فقامت برصد كل ما يكتب عن إسرائيل في الصحف المصرية منذ بدايه دوله الكيان والعدو الصهيونى عام 1948 وحتى وفاتها، حيث كانت تعكف يوميا على قراءه وقص وأرشفه هذه الاخبار وتكتب تعليقات عليها.
ظلت منسي، تشارك في الحياة العامة إلى وقت قليل من وفاتها، حيث تظاهرت مع الصحفيين المصريين في صيف عام 2006 أمام مجلس الشعب لإلغاء عقوبات الحبس في قضايا النشر، كما شاركت في ثورة 25 يناير 2011 حتى أن أحد الضباط حاول الاعتداء عليها أمام مبنى نقابة الصحفيين يوم 25 يناير وعندما واجهته بشجاعه رغم أنها ناهزت التسعين من عمرها تراجع وابتعد عنها.
لقد فتحت عيناها على ثورة 1919 حيث كان والدها أحد الذين شاركوا في أحداثها، وأغمضت عيناها على ثوره 2011م.

## مؤلفاتها
لها مجموعة مؤلفات في القومية العربية ومكافحة الصهيونية، منها:
- شمعون بيريز يعترف، ويؤكد، 1995م،
- هذا هو إسلامهم،
- غضبة ملكية في أرض الرسول،
- جسر من الأوهام،
- من الذي يبرئ عبد الناصر،

## وفاتها
توفيت عن عمر 90 عاما مساء يوم 14 يوليو 2011م بمستشفى الدكتور عمر شاهين بالهرم.